# Cordele
Cordele település az Amerikai Egyesült Államok Georgia államában, Crisp megyében, melynek megyeszékhelye is. Lakosainak száma 10 220 fő (2020. április 1.).

## Népesség
A település népességének változása:

| 2010 | 11 147 |
| 2020 | 10 220 |